# Jaime de Palafox y Cardona

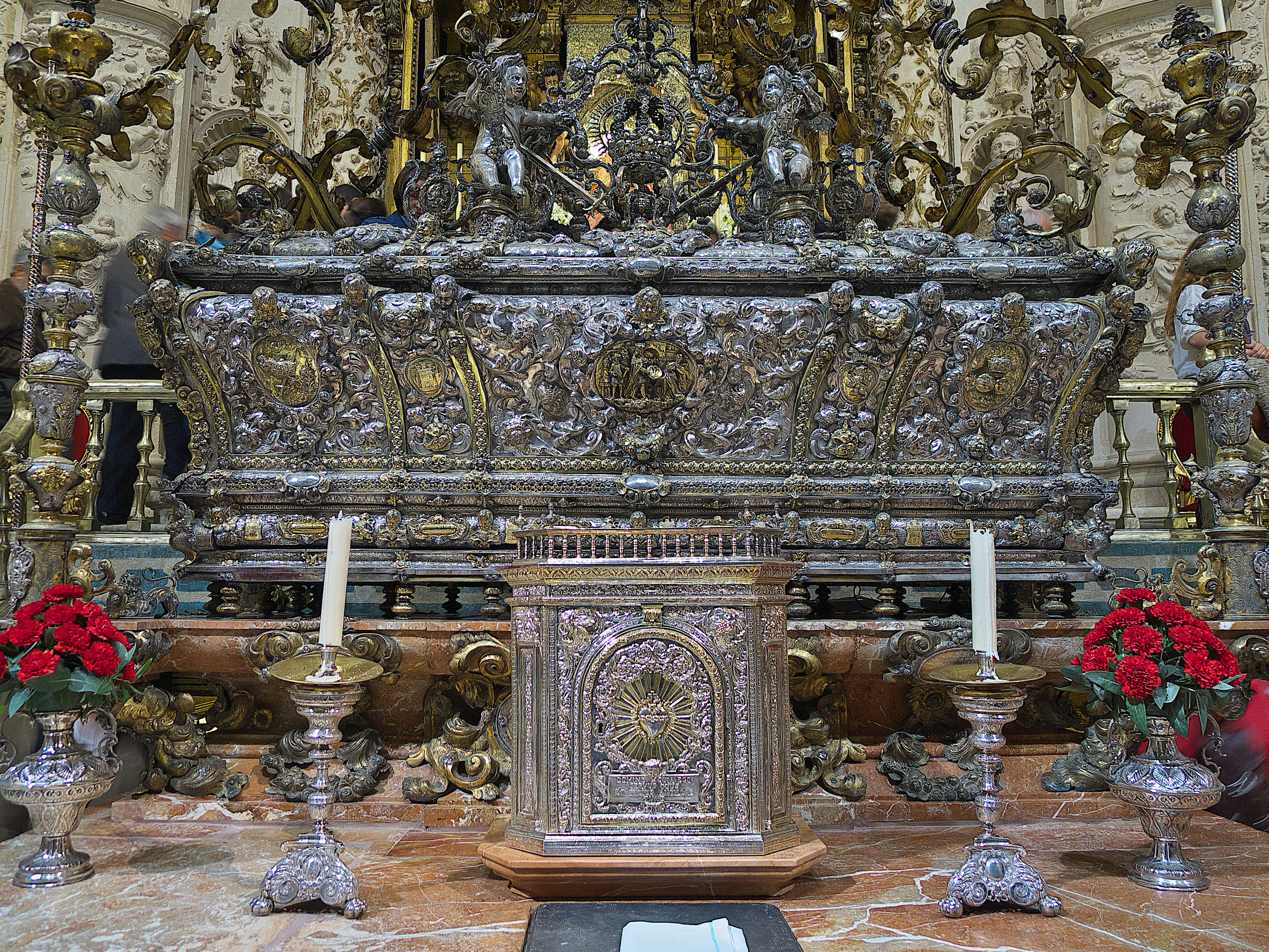
Zilveren graftombe van de heilige koning Ferdinand III. Kathedraal van Sevilla, Spanje

Jaime de Palafox (Rebolledo) y Cardona, in Latijn Iacobus Palafox en Italiaans Giacomo di Palafox (Ariza, 13 december 1642 – Sevilla, 2 december 1701) was een Spaans edelman en prelaat in de Rooms-Katholieke Kerk.
Hij was eerst aartsbisschop van Palermo en primaat van Sicilië (1677-1684) in het Spaanse onderkoninkrijk Sicilië. Nadien was Palafox aartsbisschop van Sevilla (1684-1701) in het Spaanse moederland, meer bepaald in het koninkrijk Castilië.

## Levensloop

### Kerkjurist
Palafox was een zoon van Juan Francisco Doris de Palafox Rebolledo y Blanes, 3e markies van Ariza, en van Maria Felipa de Cardona uit de familie der markiezen van Guadalest. Hij groeide op in Ariza, in het markizaat van zijn vader; Ariza ligt nabij Zaragoza in het deelkoninkrijk Aragon in de personele unie (Spanje) Aragon & Castilië. Zijn oom, Juan de Palafox y Mendoza, bisschop van Osma-Soria, was de mecenas voor zijn priesterstudies. Palafox studeerde theologie aan de universiteit van Salamanca. Hij sloot de studies af met het rectoraat (1662-1662). Vervolgens doctoreerde Palafox aan de universiteit van Zaragoza, de hoofdstad van Aragon. Hij werd doctor in het canoniek recht (1669). In Zaragoza was hij rector van de universiteit in de periode 1669-1670. 
Palafox werd benoemd tot prior van het convent Santa Cristina in La Seo, de kathedraal van Zaragoza (1669). Hij bleef acht jaar prior (1669-1677). In deze functie was de kerkjurist hofdignitaris bij de koningin-moeder aartshertogin Maria Anna van Oostenrijk. Hij publiceerde enkele tractaten.

### Aartsbisschop van Palermo
Het Hof liet hem benoemen tot aartsbisschop van Palermo in Spaans-Sicilië (1677); met dit ambt ging de titel gepaard van het primaatschap van het koninkrijk Sicilië. Na de benoeming door paus Innocentius XI en de bisschopswijding door kardinaal Carlo Pio di Savoia iuniore nam hij bezit van de aartsbisschoppelijke troon (1678). In Palermo bleef Palafox onder de invloed staan van Diego de Castrillo, de aartsbisschop van Zaragoza en zijn biechtvader. Deze had immers bij Palafox aangedrongen om het ambt in Palermo te aanvaarden. 
In Palermo versoberde Palafox de festiviteiten van Corpus Christi. Ook in ander feestgedruis in het aartsbisdom snoeide Palafox.

### Aartsbisschop van Sevilla
In 1684, na de dood van aartsbisschop Ambrosio Ignacio Spínola y Guzmán van Sevilla, transfereerde Innocentius XI hem naar Sevilla. 
Palafox had er meteen af te rekenen met het quiëtisme zoals gestimuleerd door de mysticus Miguel de Molinos; de Roomse Kerk met Innocentius XI veroordeelde dit als ketterij. Palafox onderdrukte deze stroming, net zoals andere Spaanse bisschoppen dit deden.
Palafox breidde het hospitium voor oude en zieke priesters uit: het Hospital de los Venerables Sacerdotes in Sevilla. 
Tevens verfraaide hij het aartsbisschoppelijk paleis en vermeerderde hij het zilverwerk en de goudschat in de kathedraal. Zo is bekend dat hij de graftombe van de heilige koning Ferdinand III van Castilië, genoemd Fernando el Santo, volledig liet verzilveren. Deze was heilig verklaard in 1671. Zilversmid Juan Laureano de Pina was de kunstenaar.
Na zijn dood werd aartsbisschop Palafox begraven in de kathedraal van Sevilla (1701).